# Carlos Quintas
Carlos Miguel da Quinta Martins mais conhecido por Carlos Quintas, (Faro, 9 de Abril de 1951) é um actor e cantor português.

## Carreira
Carlos Quintas profissionalizou-se no Teatro em 1975 ao lado de Laura Alves. Seguiu a carreira de actor simultaneamente com a de cantor até 1982, passando a dedicar-se exclusivamente ao teatro.
Conta com mais de 50 peças representadas dos mais variadíssimos autores e estilos. Durante 4 anos integrou o elenco base do Teatro Nacional D. Maria II, tendo saído para fazer o teatro musical, género que lhe grangeou enorme popularidade, nomeadamente em Godspell, Annie, A Severa, Amália, My Fair Lady, Música no Coração, West Side Story, etc.
Participou de telenovelas e sitcoms para a televisão portuguesa. Interpretou o papel de Armando del Carlo no musical A Gaiola das Loucas de Filipe la Féria, no Teatro Rivoli no Porto é no Teatro Politeama em Lisboa.

### 1971/1975
Como profissional da Música e do Teatro, integra o elenco do Teatro Avenida em Luanda (na Companhia de Vasco Morgado) e participa nos seguintes trabalhos: "O Natal do Capuchinho" (direcção de Paulo Renato). Sob a direcção de António de Cabo participou nas peças "A Ratoeira" de Agatha Christie, "Família até Certo Ponto" de Gerald Savoy, "O Ovo" de Felicien Marceau, e "João Palmieri" de António Larreta.
Vencedor do Festival da Canção de Luanda Por duas vezes e  Prémio de Interpretação no mesmo festival. Venceu o Prémio Cantor Revelação - Nova Gente.

### 1975/1979
Estreia em Lisboa, no Teatro Variedades, no Parque Mayer, na peça "Adeus Valentina", dirigida por António de Cabo.
Participa depois em "Godspell", "Entertaining Mr. Sloan", (Uma Estranha forma de Amar) Dir. Varela Silva; "Amor de Perdição", Dir. de Francisco Ribeiro, "…É!", de Millôr Fernandes - (Dir. de Gracindo Jr. com Mariana Rey Monteiro, Paulo Renato, etc.)
Foi o autor da letra da canção "Dai-li-dou", interpretado pelos Gemini, que venceu o Festival RTP da Canção de 1978. Atingiu o TOP Nacional com o single com versões pop de "Vocês Sabem Lá" e "Degrau em Degrau". Em 1979 gravou uma versão de "Olhos Castanhos" .
Integra o elenco do Teatro D. Maria II até 1980 nas peças "Felizmente Há Luar", de Luís Sttau Monteiro, "As Alegres Comadres de Windsor", de Shakespeare(Dir. de Francisco Ribeiro), "Os Filhos do Sol", de Máximo Gorki (Dir. de Luís de Lima) e "A Bisbilhoteira", de Eduardo Scwalback (Dir. de Francisco Ribeiro).

### 1980/1987
Em 1980 deixa o Teatro Nacional para fazer "A Invasão" sob a direcção de Nicolau Breyner.
Participa na comédia "Arsénio e Rendas Velhas". Entra em digressão pela América Latina. Recebe também o Prémio Nova Gente para Teatro Musicado. Participou no Festival da Canção da Rádio Comercial com um tema de Carlos Paião. Grava vários discos para a Valentim de Carvalho.
É o narrador em "Blue Jeans", de Zeno Wilde e Wanderlay, dirigdo por António de Cabo.
Participa na revista "Sem Rei Nem Rock" (Teatro Maria Vitória), no musical "Annie" (direcção de Armando Cortês e Angel Yusta), revista "O Bem Tramado", no Teatro Maria Vitória, "Aqui Há Fantasmas" - Teatro Variedades, da autoria e enc. de Henrique Santana.
Para a RTP grava a série "7º Direito", um original de Henrique Santana. Participa também na peça "Piaf", com Bibi Ferreira, no Teatro do Casino do Estoril. Actua depois em "3 em Lua-de-Mel", peça que esteve no Teatro Experimental de Cascais e em que foi dirigido por Tozé Martinho.
Prémio Melhor Voz do Ano de 1986 para a revista "Eles e Elas". Gravou um especial "Deixem Passar a Música" - "Carlos Quintas Canta Lisboa" para a RTP1. Em 1987 decide abandonar a música e dedicar-se em exclusivo à representação.

### 1988/1989
"Erros Meus, Má Fortuna, Amor Ardente", de Natália Correia, com direcção de Carlos Avilez e "Auto de Santo António", de Gustavo Matos Sequeira, gravado no Castelo de S. Jorge para a RTP1 foram mais dois trabalhos desse ano. Bem como "Toma Lá Revista", em substituição de Simone de Oliveira, no Teatro Maria Matos e em "O Pato", de Georges Feydeau no papel de Pontagnac - Dir. de Varela Silva para RTP1.

### Década de 1990
Participa em "A Severa", musical baseado na peça de Júlio Dantas onde desempenhou o papel de Conde Marialva sob a direcção de Nicolau Breyner. Participa ainda no programa "Regresso ao Passado" de Júlio Isidro. Em "Passa por Mim no Rossio", de Filipe La Féria, no Teatro Nacional D. Maria II, desempenha o papel de La Fúria. É também o Júlio no musical "Maldita Cocaína" que Filipe La Féria levou ao Teatro Politeama.
Na RTP participa no programa "Cabaret" de Filipe La Féria. Colabora ainda em "De Afonso Henriques a Mário Soares", revista de Filipe La Féria no Teatro Politeama.
Foi o apresentador da elecição de Miss Portugal 1996 e de "40 Anos RTP", espectáculo no Coliseu dos Recreios.
Actua em "Gladiadores", de Alfredo Cortês, no Teatro Nacional D. Maria II - Dir. de Artur Ramos.
Dirige os pequenos actores do Teatro Politeama, na versão portuguesa de "Godspell". Participa em "Todos ao Palco", série musical de Filipe La Féria para a RTP1. Colabora em "Antenas no Ar", novo programa musical de Júlio Isidro.
Aparece em "O Vison Voador", comédia de Ray Cooney e John Chapman no papel de Elmano - Dir. de Filipe La Féria RTP1.
"Quem Tem Boca Vai ao Roma", espectáculo de variedades no Forum Lisboa, antigo Cinema Roma conta com a sua participação como autor, apresentador e cantor, juntamente com Simone de Oliveira.
Participa na telenovela "Os Lobos", de autoria de Francisco Nicholson para a RTP e no programa de Variedades "Lado a Lado com Simone de Oliveira e Carlos Quintas".
Entra na telenovela "A Lenda da Garça", Vitor Cunha Rego, escrita por Paula Mascarenhas, com produção da NBP. Participa na série "Uma Casa em Fanicos" (RTP1), de Nicolau Breyner, e em "Médico de Família" (SIC) como Óscar. Na série "Jornalistas" faz uma participação especial no papel de Samuel. Participa no programa "Café Lisboa" da RTP Internacional.
Em 1999 participa a estreia do musical "Amália" no Casino do Funchal, na Ilha da Madeira.

### 2000-2009
Apresentou, em parceria com Simone de Oliveira, em Niterói - Rio de Janeiro, Brasil, para a televisão Cultura (Brasil), em comemoração dos quinhentos anos do Brasil, o espectáculo "Cantigas de Amar Portugal", espectáculos representativo da Música portuguesa, numa retrospectiva desde os anos 50 até aos anos 90.
O Musical "Amália" é levado a cena no Teatro Politeama, onde desempenha o papel de Frederico Valério. Participa também no filme Camarate de Luís Filipe Rocha.
Desempenha o papel de Henry Higgins no musical "My Fair Lady" no Teatro Politeama e no Porto. Escreve o Prefácio do livro "Nunca Ninguém Sabe" de Simone de Oliveira.
Em 2005 comemora os seus 30 anos de carreira. Encena a peça "Marlene" com Simone de Oliveira, para celebrar essa efeméride. Participa na série "Camilo Em Sarilhos" no papel do Deputado Valpaços.
Em 2006 partipa no espectáculo de inauguração da praça de touros do Campo Pequeno. Mantém-se na série "Camilo em Sarilhos II". É o Capitão Von Trapp no musical "Música no Coração", uma produção de Filipe La Féria em cena no Teatro Politeama em Lisboa.
Em 2007 encena e dirige o espectáculo "Zen ou o Sexo em Paz" para o Teatro Bar da Trindade cuja protagonista é Maria Amélia Videira. turné de "Música no Coração" ao Teatro Rivoli no Porto.
Em 2008 participa em "Num País chamado Simone" - espectáculo comemorativo dos 50 anos de carreira de Simone de Oliveira no Coliseu dos Recreios (Lisboa).
É o Tenente Schrank no musical "West Side Story" de Filipe la Féria, no Teatro Politeama em Lisboa.
Em 2009 sai do elenco de "West Side Story" para ingressar no musical de Filipe la Féria - "A Gaiola das Loucas", onde interpreta Armando del Carlo, esreado no Teatro Rivoli, no Porto. Ainda no mesmo ano estreia o mesmo espectáculo no Teatro Politeama em Lisboa.

### 2010-2012
Em Agosto de 2010 participa na turné de "A Gaiola das Loucas" que se mantém em Portimão durante um mês, finalizando assim a carreira deste musical.
Em Outubro do mesmo ano é o Capitão dos Cossacos, Constable no musical de Filipe la Féria - "Um Violino no Telhado" que estreia no Teatro Politeama mantendo-se em cena até 15 de Maio de 2011.
Júlio, na peça de alta comédia "Flor do Cacto", um galã romântico que estreia assim no Teatro Politeama pela mão de Filipe la Féria.
"Judy Garland" comédia musical de Pam Jams, no Politeama.

### 2014
Curta-metragem de João Paulo Simões, Uma Curta de Amor.
Novela da TVI - O Beijo do Escorpião, como Ramiro, o pescador de Sesimbra.
O Mistério do Fado - uma comédia fadista, adaptação, Encenação, figurinos, cenografia e Direcção de Actores, com Amelia Videira (autora entre outros) e Jorge Magalhães. Piano - Miguel Teixeira e Roger. Estreia no Salão da Junta de Freguesia de Alcântara em outubro.

### 2015
Continuação de "O Mistério do Fado" no Cinema S. Jorge e Teatro Villaret.
"Alô. é Vera" autor, encenador e director deste monólogo com Vera Mónica em Agosto de 2015 para comemorar os 40 anos de profissão. Cine-Teatro S. Jorge.

### 2016
Faz-te ao Largo comédia de Carlos Cabral, encenação RUY de Matos com Carlos Quintas e Alberto Vilar.
Teatro Armando Cortês - Casa do Artista.

### 2017
Músical "Amália", de Filipe la Féria, no Teatro Politeama.
"Comédia Fantástica", no Teatro Politeama.

### 2019
Severa o Musical de Filipe La Féria no Teatro Politeama, no papel de Almeida Garrett.

### 2021
Mulheres à Beira de um Ataque de Nervos, Teatro Politeama, músical baseado na obra de Pedro Almodóvar. Encenação de Filipe La Féria.
No papel de Ivan.

### 2022
Homenageado pelo Presidente da Junta de Freguesia de Avenidas Novas Daniel Gonçalves, pelo seu Exemplo e Contributo de relevo para uma Sociedade mais equilibrada e justa. Morador nesta Freguesia há 47 anos.
O Alfaiate de Odessa, CC de Carregal do Sal e Teatro de Tábua. Original de Sandra Leal, Direcção e encenação de Tó Leal. No papel de Vadym o Alfaiate, História passada em Odessa no Presente e com Simone em Yaryna a protetora e tutora de Vadym. Um Hino à Paz.

## Televisão
Participações esporádicas em programas de variedades de televisão como "A Visita da Cornélia", "E O Resto são Cantigas", "A Festa de Sábado à Noite", "A Festa Continua", "Piano Bar", "1,2,3", "Sabadabadu", "Noite de Reis e "Roda da Sorte".
Participou no café concerto "Estevão Amarante", realizado para a RTP1 com recolha e direcção de Vítor Pavão dos Santos e acompanhamento ao piano de Maestro Jorge Machado.

## Discografia
Incompleta:
- O Teu Lugar / Teatro (Single, Philips, 1977) 6031042
- Um Nome Isabel / De Boina e Trompete (Single, Philips, 1977) 6031062
- Vocês Sabem Lá / De Degrau Em Degrau (Single, Philips, 1978) 6031082
- Olhos Castanhos / Romântico Disco (Single, Philips, 1979) 603102
- Viver, Viver (Chamar A Toda A Gente Meu Irmão)/O Teu Carinho (Single, VC, 1981)
- Vamos Dançar Na Rua / Até Depois Meu Amor (Single, VC, 1982)
- Tango Nocturno / Porto de Abrigo (Single, VC, 1983)
- Tenho Motivos / Essa Dor Me Apanha (Single, EMI/VC, 1984)

Gravou 12 singles até 1987.